# Березин, Владимир Ильич
Владимир Ильич Березин (настоящая фамилия Березовский (до 1868 года); 1841—1900) —инженер-мостостроитель, учредитель премии Березина; коллежский советник (1880), статский советник (1883), действительный статский советник (1884).

## Биография
Родился в 1841 году в дворянской семье Полтавской губернии.
В 1859 году окончил кадетский корпус Бахтина в городе Орле и в чине унтер-офицера поступил на службу во 2-й стрелковый батальон. В 1862 году был произведён в штабс-капитаны[уточнить] и прикомандирован в Николаевскую инженерную академию в Санкт-Петербурге сначала в теоретический класс, а через год — в практический. В 1864 году Владимир Березовский с отличием окончил академию и в чине поручика оставлен репетитором по строительной механике при Военно-инженерном училище академии. С 1868 года являлся штатным преподавателем математики и строительной механики.
После покушения в 1867 году на Александра II в Париже польским анархистом Антоном Березовским, Владимир Ильич просил императора переименовать свою фамилию, на что получил 29 октября 1868 года высочайшее разрешение вместо прежней фамилии именоваться Березиным.
Лучшие преподаватели и офицеры академии с целью повышения своей квалификации находились в командировках в России и за рубежом. Березин тоже ездил на объекты транспортного строительства, особенно на мосты железных дорог. В конце 1868 года его командировали в Киевское крепостное инженерное управление для участия в сооружении моста под Киевом на линии Курск—Киев, автором которого и был Аманд Струве. В 1872 году принимал участие в завершении окончательного варианта проекта Литейного моста, который Александр II также поручил Струве.
В 1875 году начался новый этап в жизни Березина — он занялся промышленной деятельностью в Министерстве путей сообщения, став подрядчиком частного общества Оренбургской железной дороги, и с мая этого же года был снят с довольствия в Военно-инженерной академии. Здесь судьба свела его с выдающимся инженером-мостостроителем Николаем Белелюбским, запроектировавшим для этого общества уникальный для того времени мост через Волгу у города Сызрани. В последующие годы Березин возводил спроектированный тем же Белелюбским мост через Днепр у Екатеринослава (в 1883 году за работы по постройке этого моста Березину объявлено Высочайшее благоволение).
За достижения в работе в 1884 году Березина возвели в действительные статские советники, а позже наградили медалью Министерства путей сообщения. В 1884—1886 годах он трудился как член Технического совета МПС в Департаменте казенных железных дорог. В 1886 году Владимир Ильич Березин уволился со службы в МПС и занялся частной предпринимательской деятельностью. Строил мосты через Десну и Сож на линии Брянск—Гомель; возводил переправы на Уфа-Златоустовской железной дороге через реки Белую и Уфу; более пяти лет провёл на участке Великого сибирского пути, где вместе с инженером Григорием Будаговым строил мосты через реки: Тобол — у Кургана, Ишим — у Петропавловска, Иртыш — у Омска и Обь — у Новониколаевска (ныне Новосибирск). Проработав в качестве свободного подрядчик в течение десяти лет и накопив достаточный капитал, в 1896 году он прекратил свою деятельность.
Березин поселился в Ялте, на улице Боткина, 2, а в 1897 году купил у баронессы М. А. Шеппинг участок земли на берегу Чёрного моря между Гурзуфом и Аю-Дагом, носивший название Суук-Су. Вместе со второй женой они решили построить здесь не только дачу для себя, но и доходный курорт по типу европейских. Но здоровье В. И Березина не позволило ему осуществить задуманное — страдая раком горла, он выехал лечиться в Париж, где после неудачной операции скончался 2 августа 1900 года. Его тело было доставлено в Россию, похоронили Владимира Ильича в мавзолее их имения Суук-Су.
Строительство курорта продолжила жена Березина — Ольга Михайловна. Созданный по её вкусам дворец и курорт из коттеджей для с новым для Крыма уровнем обслуживания приняли первых посетителей в 1903 году.

### Семья
Был женат на дочери титулярного советника Иванова — Наталье Петровне, у них были дети: Петр (род. 1867) и Михаил (род. 1868).
С 1886 года, после развода с первой женой, его гражданской женой стала Ольга Михайловна Соловьёва (1865—1935).